# Industrijska revolucija
U drugoj polovici XVIII. stoljeća ručna se proizvodnja počela zamjenjivati parnim strojevima. Time je počeo razvoj koji je od kraja 18. do sredine 19. stoljeća temeljito izmijenio ranije političke, gospodarske i društvene sustave u većem dijelu svijeta. Počela je prva industrijska revolucija.

## Parni stroj i njegovo značenje
U 18. stoljeću je najveću manufakturnu proizvodnju imala Engleska. U njoj se povećavala potreba za tkaninama pa su proizvođači tkanina, radi povećavanja i ubrzavanja proizvodnje, primjenjivali izume u poduzećima. 
U Engleskoj su proizvođači sve više ulagali novac u stvaranje novih izuma. No, najpoznatiji je bio izum parnog stroja. Njega je 1765. godine usavršio Škot James Watt. Pronalazak parnog stroja izazvao je veliki preokret u proizvodnji, odnosno revoluciju u prerađivačkim djelatnostima ili industriji. Manufakturna proizvodnja zamijenjena tvorničkim radom. Promjene izazvane primjenom parnog stroja nazivaju se prvom industrijskom revolucijom.

## Primjena parnog stroja
Novi parni strojevi su vrlo brzo pronašli primjenu u tvornicama, rudnicima i prometu. Strojevi koji su 'koristili vodenu paru kao pogonsko sredstvo morali su biti od čvrstog materijala - čelika. Zbog toga se naglo povećala potražnja za željeznom rudačom i ugljenom.
Amerikanac Robert Fulton je 1807. sagradio prvi parobrod koji je sa strane imao kotače s lopatama, a zvao je Clermont. Već 1819. godine američki je parobrod Savannah preplovio Atlantski ocean za 26 dana.
Godine 1814. Englez George Stephenson' konstruirao je prvu parnu lokomotivu. U početku je išla 20 km/h, a kasnije i brže. 

Zvala se Rocket (eng. raketa). Već 1825. u Engleskoj sagrađena je prva željeznička pruga u svijetu. Povezivala je gradove Stockton i Darlington. Prva željeznička pruga na hrvatskom prostoru sagrađena je u Međimurju 1860. godine.

## Ostali važniji izumi i djela
U doba prve industrijske revolucije pojavili su se mnogi važni izumi koji se i danas koriste. Amerikanac Benjamin Franklin izumio je 1752. munjovod, djelotvornu zaštitu objekata od udara groma. Englez Sir Humphry Davy načinio je 1815. Davyevu svjetiljku koju su koristili rudari. Time je znatno smanjen broj nesreća u rudnicima. Slijepi francuski učitelj Louis Braille izumio je 1829. pismo za slijepce, poznatije kao Brailleovo pismo: slova brojevi i drugi znakovi na papiru označavaju se posebnim rasporedom ispupčenih točkica. 
Amerikanac Samuel Morse izumio je 1837. telegraf i posebnu abecedu nazvanu Morseova abeceda koja se sastojala od dugih i kratkih signala za prenošenje poruka na velike udaljenosti.
Godine 1858. položen je prvi podmorski telegrafski kabel između Amerika i Europe. Francuz Louis Daguerre usavršio je 1839. fotografski aparat, a Amerikanac Charles Goodyear otkrio je vulkanizaciju, tj. način za dobivanje gume iz kaučuka. 
Sljedeće godine zalijepljena je na pismo prva poštanska marka na svijetu. Ideju je dao Slovenac Lovrenc Košir, a proveo ju je Englez Rowland Hill. Godine 1854. pojavio se prvi bicikl s pedalama.

## Građansko društvo
Tijekom druge polovice 18. i prve polovice 19. stoljeća odvijao se postupni prijelaz iz starog feudalnog u moderno građansko društvo. Na oblikovanje građanskog društva naročito je utjecala primjena parnog stroja u industriji, rudarstvu i prometu. Došlo je do povećanja broja tvornica. U njima je bilo zaposleno sve više radnika. Poslodavci su većinom pripadali građanskom sloju. U većini zapadnih europskih zemalja, osim Nizozemske i Engleske, građanstvo se do 19. stoljeća razvijalo unutar feudalnog sustava, ali nije sudjelovalo u upravljanju državom. Građansko društvo razvilo se i u SAD-u, gdje je sudjelovalo u političkom životu jer u Sjevernoj Americi nije bilo feudalaca.

## Promjene na selu
U vrijeme prve industrijske revolucije došlo je do promjena na selu. Seljaci su ranije sve poslove radili ručno, a od početka 19. stoljeća u poljodjelsku se proizvodnju počinju uvoditi strojevi. Jedan od njih bila je žetelica. U poljodjelstvu zapadnih europskih zemalja i SAD-a polako se primjenjuju znanstvane spoznaje - osobito dostignuća kemije (npr. izum mineralnog umjetnoga gnojiva), a obavlja se i odabir boljeg sjemena i stoke. Time je došlo do višestrukog povećanja proizvodnje hrane. Sve te promjene u poljodjelstvu nazivamo agrarnom revolucijom. Uz to je u većini država tijekom 19. stoljeća došlo do ukidanja feudalnih odnosa na selu i jačanja privatnih poduzetnika u poljodjelstvu. Mnogi se seljaci nisu uspjeli održati u novim tržišnim uvjetima pa su ostali najamna radna snaga na velikim posjedima. Neki su se seljaci preseljavali u gradove i zapošljavali kao radnici u tvornicama.

## Poveznice
- Arhitektura industrijske revolucije